# Kernkraftwerk Lasalle
Das Kernkraftwerk Lasalle elf Kilometer südlich von Ottawa, Illinois verfügt über zwei Siedewasserreaktoren. Der Eigentümer und Betreiber ist die Exelon Corporation.

## Block 1
Block 1 ist ein Siedewasserreaktor von General Electric mit einer elektrischen Nettoleistung von 1118 MWe und einer Bruttoleistung von 1177 MWe. Der Baubeginn war am 10. September 1973, er wurde am 4. September 1982 erstmals mit dem Stromnetz synchronisiert und ging am 1. Januar 1984 in den kommerziellen Leistungsbetrieb.

## Block 2
Block 2 ist ebenfalls ein General Electric-Siedewasserreaktor, allerdings mit einer Leistung von 1120 MWe netto und 1179 MWe brutto. Der Baubeginn war am 10. September 1973, die erste Netzsynchronisation erfolgte am 20. April 1984, er nahm am 19. Oktober 1984 den kommerziellen Leistungsbetrieb auf.

## Betriebsbewilligung
In den USA wird die Betriebsbewilligung (engl. license) für ein Kernkraftwerk von der Nuclear Regulatory Commission (NRC) zunächst für einen Zeitraum von bis zu 40 Jahren erteilt. Der Zeitraum von 40 Jahren basierte ursprünglich auf dem Zeitraum für die Abschreibung von Anlagevermögen. Der Atomic Energy Act of 1954 erlaubt eine (auch mehrmalige) Verlängerung der Betriebserlaubnis um jeweils 20 Jahre.
Die ursprüngliche Betriebsbewilligung für den Block 1 wurde dem Betreiber Exelon Generation Co., LLC am 17. April 1982 durch die NRC bis zum 17. April 2022 erteilt. Für den Block 2 wurde die ursprüngliche Bewilligung am 16. Dezember 1983 bis zum 16. Dezember 2023 erteilt.
Constellation beantragte bei der Nuclear Regulatory Commission (NRC) eine Verlängerung der Betriebsbewilligung, der am 19. Oktober 2016 stattgegeben wurde, damit darf Block 1 bis 2042, und Block 2 bis 2043 laufen.

## Daten der Reaktorblöcke
Das Kernkraftwerk Lasalle hat zwei Blöcke:
| Reaktorblock | Reaktortyp         | Netto- leistung | Brutto- leistung | Baubeginn  | Netzsyn- chronisation | Kommer- zieller Betrieb | Betriebs- bewilligung | Abschal- tung |
| ------------ | ------------------ | --------------- | ---------------- | ---------- | --------------------- | ----------------------- | --------------------- | ------------- |
| Lasalle-1    | Siedewasserreaktor | 1118 MW         | 1177 MW          | 10.09.1973 | 04.09.1982            | 01.01.1984              | 17.04.2042            |               |
| Lasalle-2    | Siedewasserreaktor | 1120 MW         | 1179 MW          | 10.09.1973 | 20.04.1984            | 19.10.1984              | 16.12.2043            |               |